# Nikodemismus
Unter Nikodemismus versteht man die bloß vorgespielte Zugehörigkeit zum Katholizismus oder einer anderen Amtskirche zu Zeiten der Reformation im 16. Jahrhundert. Die am stärksten betroffene Gruppierung waren die Täufer, weil sie eine Minderheit waren und sowohl von Katholiken, Lutheranern und Reformierten unterdrückt wurden und der Verfolgung teilweise zu entgehen versuchten.
Der Begriff wurde vom italienischen Historiker Delio Cantimori um 1949 eingeführt, und er weist auf die biblische Person des pharisäischen Juden und Mitglied der Sanhedrin namens Nikodemus hin, der Jesus Christus in der Nacht besucht haben soll, um mit ihm zu reden und seine Lehre hören zu können, ohne von seinen eigenen Leuten erkannt zu werden.

## Geschichtliche Beispiele

### Waldenser
Die Waldenser hatten im Laufe der Zeit eigene Traditionen wie die freiwillige Armut, den Zölibat der Wanderprediger, die Verweigerung des Eides und Distanzierung von obrigkeitlicher Gewalt, Massnahmen zum Schutz ihrer Geheimnisse bei Bedrohung und Selbstjustiz bei Verrat entwickelt. Sie gaben sich äusserlich katholisch und empfingen das Sakrament der Messe durch die Priester, obwohl sie es eigentlich für Gräuel und sie für Glieder des Antichrists hielten. Diese Praxis hielt an, bis die Waldenser sich 1532 der Schweizer Reformation anschlossen und dadurch die eigenwilligen, geheimen Praktiken weitgehend aufgeben mussten.

### Frankreich
Der Genfer Reformator Johannes Calvin richtete sich in einem seiner Traktate 1543 gegen diejenigen evangelischen Christen, die ihren Glauben im Verborgenen ausüben und gleichzeitig zur katholischen Messe gehen würden, so als könnte man äußerlichen Kult von innerer Überzeugung trennen. Diese Art Christen bezeichnete er ablehnend und abschätzig als „Nikodemiten“, weil sie aus Angst, Feigheit, Gleichgültigkeit, Gewinnsucht oder Geltungsdrang treulos und heuchlerisch handeln würden. Aus Glaubensgründen und aus Solidarität mit den Verfolgten anerkannte er als aufrichtige Lösungen nur das Martyrium oder das Exil. In Briefen an verschiedene reformierte Gemeinden und evangelische Gläubige in Frankreich drückte er sein Mitgefühl für die schwierige Lage aus und wiederholte mehrmals das Anliegen, standhaft zu bleiben, mutig zu sein und für den Glauben Leiden auf sich zu nehmen, in den Jahren 1555, 1556 und 1559.

### Arth (Schwyz)
Im Dorf Arth, das im katholischen Kanton Schwyz in der Schweiz liegt, gab es seit 1520 dank dem evangelisch gesinnten Pfarrer Balthasar Trachsel Anhänger der Reformation, namentlich ist die Familie von Hospenthal bekannt. Sie konnten bis 1655 als Nikodemiten oder Kryptoprotestanten existieren und wurden auch Hummeln genannt. Nachts fanden in Privathäusern heimliche evangelische Wortgottesdienste mit Abendmahl statt. Wegen politischen Unsicherheiten und nach Bauernaufständen wurde danach nur noch die katholische Religion akzeptiert. Nun waren sie gezwungen, zu fliehen oder abzuschwören. 37 Evangelische flohen nach Zürich, etwa 25 wurden verhaftet, vier Personen blieben standhaft und wurden hingerichtet. Das provozierte das reformierte Zürich und führte 1656 zum ersten Villmergerkrieg.

### Augsburg
Der Goldschmied David Altenstetter (1547–1617), der Kürschner Martin Küehnle und sein Sohn Potiphar wurden am 4. Dezember 1598 durch den Augsburger Stadtrat verhört. Die drei Angeklagten wurden durch ihren unregelmäßigen Kirchgang verdächtigt, die geheimen Versammlungen der Täufer zu besuchen und der Lehre Kaspar Schwenckfelds, eines Spiritualisten, anzuhängen. Mit ihren eidesstattlichen Aussagen vor dem Rat versuchten sie deutlich zu machen, dass sie zwischen den Konfessionen hin- und hergerissen waren und sich für keine ganz entscheiden konnten. Unter behördlichem Druck nahm Altenstetter das lutherische Bekenntnis an, so dass das Verhör keine Konsequenzen für ihn hatte.